# Hestina imperfecta
Hestina imperfecta är en fjärilsart som beskrevs av Felix Bryk 1946. Hestina imperfecta ingår i släktet Hestina och familjen praktfjärilar. Inga underarter finns listade i Catalogue of Life.